# Giuseppe De Notaris
Giuseppe De Notaris est un botaniste italien né à Milan le 18 avril 1805 et mort à Rome le 22 janvier 1877.

## Biographie

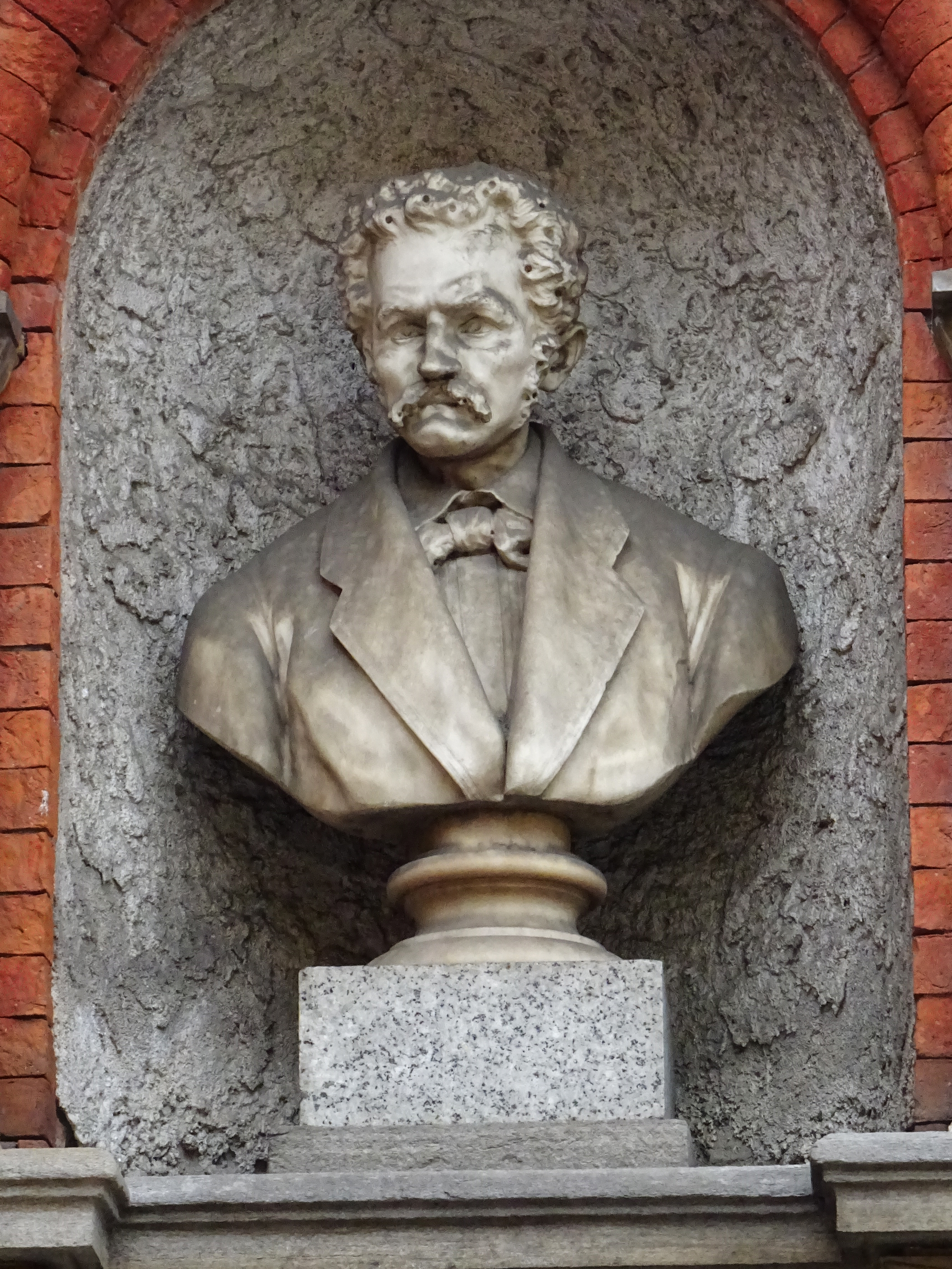
Buste et plaque en l'honneur de Giuseppe de Notaris sur la maison de Giuseppe Cuboni à Trobaso.

Diplômé en médecine de l'université de Pavie, Giuseppe De Notaris entreprend immédiatement des études de botanique, se consacrant principalement à l'étude des cryptogames. Ses études sur les fougères attirent l'attention du monde scientifique italien et il obtient un poste à l'université de Turin et au jardin botanique du Valentino (it). En 1838, il travaille sur son Syllabus muscorum.
En 1843, il rejoint l'université de Gênes en tant que professeur de botanique et directeur du jardin botanique. En 1858, il fonde à Gênes la première Sodalité italienne à caractère purement botanique, la Société italienne de cryptogamologie (Società Crittogamologica Italiana), dont l'activité est liée à la publication de son « Commentaire » (Commentario).
À partir de 1863, il est recteur de l'université de Gênes. À la demande du ministre de l'instruction publique, il s'installe à Rome en 1872 pour y créer la chaire de botanique.
À l'université de Gênes, il commence en 1844 un répertoire de la flore ligure d'une qualité reconnue. Avec ses étudiants Francesco Baglietto et Vincenzo Cesati, il fonde la très importante collection de l'Herbier Cryptogamique Italien.
Après l'unification de l'Italie, il enseigne à Naples et, à partir de 1872, à Rome, où il occupe la chaire de botanique et fonde le jardin botanique.
Après sa mort, sa remarquable collection d'exsiccata de cryptogames et sa riche bibliothèque ont constitué respectivement le noyau de l'herbier et de la bibliothèque de l'actuel département de biologie végétale de l'université La Sapienza de Rome.

## Remerciements
En 1863, il devient membre de l'Académie nationale des sciences, connue sous le nom d'Accademia dei XL, tandis qu'en 1876, il est nommé sénateur du royaume d'Italie. Son Épilogue de bryologie reçoit un prix spécial de l'Académie des sciences française.

## Décorations
- Commandeur de l'ordre des Saints-Maurice-et-Lazare
- Commandeur de l'ordre de la Couronne d'Italie